# Тенута Палавичини (Рим)
Тенута Палавичини је насеље у Италији у округу Рим, региону Лацио.
Према процени из 2011. у насељу је живело 21 становника. Насеље се налази на надморској висини од 169 м.